# Institut für transakustische Forschung

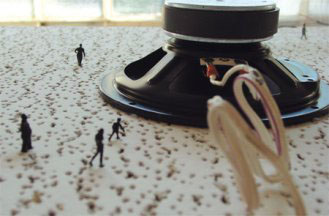
Transakustische Forschung

Das Institut für transakustische Forschung (kurz: iftaf, englisch: The Institute for Transacoustic Research) mit Sitz in Wien wurde 1998 gegründet, um die Transakustik zu definieren und zu erforschen.
Es befasst sich laut Eigendefinition mit Akustik und ihren Tangentialgebieten; ihren Grenzen zu diversen anderen Bereichen (wie Sprache, Imagination, Bewegung, Raum) sowie mit Schranken (technischer, physikalischer, psychologischer, soziologischer, ästhetischer Art etc.) innerhalb der Akustik selbst. Die Arbeitsmethoden des Instituts sind heterogen.
Die Forschungsarbeit des iftaf hat nicht rein wissenschaftlichen, sondern zum überwiegenden Teil künstlerischen Charakter.
Die Arbeiten können im Wesentlichen dem Bereich Klangkunst zugerechnet werden. Nach Möglichkeit werden die Ergebnisse auf den beiden institutseigenen Kleinlabels „iftaf-rec“ und „transacoustic research“ in Form von CDs veröffentlicht.
Eine Besonderheit des iftaf ist der transdisziplinäre Ansatz der Zusammenarbeit – Menschen aus unterschiedlichsten Berufen und Lebenswelten (Philosophie, bildende Kunst, Musik, Dichtung, Tanz, Theater, Elektrotechnik, Medizin, Physik, Psychologie, Gentechnik …) treffen hier zusammen und arbeiten gemeinsam an der Ausformulierung der Transakustik. Kunst und Musik soll mit den Methoden der Wissenschaft betrieben werden und umgekehrt.
Gründungsmitglieder des Instituts sind:
Nikolaus Gansterer, Matthias Meinharter, Jörg Piringer, Ernst Reitermaier

## Projekte (unvollständig)
- Hearing Cage (2012, Zeit-Ton, Moderation Susanna Niedermayr, ORF Live Radio show, Ö1)
- Asymptotische Versuchsanordnungen (2007, Uraufführung, Musikprotokoll, Steirischer Herbst, Graz)
- zum beispiel / transakustische forschung (2005, Uraufführung im Museum für angewandte Kunst (Wien))
- Transakustik A-Z, (2004, Festival Wien Modern)
- translectures (2003–2004, Forum Stadtpark, Graz; Festival inpotenza, Wien; Wiener Konzerthaus; MuseumsQuartier, Wien; LuitpoldLounge, München; aufHoeren Festival, Wien)
- outpost (2001–2002 in Wien, Linz, Hamburg, Feldkirch, Frankfurt, podewil Berlin)
- Fremde Dezibel (2001, Festival der Regionen 2001. Oberösterreich)
- MSV 2000 (2000, Fest der Flüsse, Wien)
- cede gluebing (2000, Wien und Graz)
- hearings (1998–2004, Wien)

## Festivals und Ausstellungen
- Trans-lecture, Soundperformance, Secession, Wien, Österreich (2011)
- Trans-lecture, Soundperformance bei 10 years klingt.org, brut theater,  Wien, Österreich (2010)
- Animation Epidemic, Sound performance (gemeinsam mit dem polnischen Klangkollektiv "male instrumenty"), im Museum für angewandte Kunst (Wien), (2009)
- Konturen, Technische Universität Wien, Österreich (2009)
- Club transmediale, Bethanien, Berlin, Deutschland (2009)
- geiger Festival, Göteborg, Schweden (2008)
- reHeat Festival, Kleylehof, Nickelsdorf, Österreich (2008)
- Belluard Festival (in Kollaboration mit  Elixir), Freiburg, Schweiz (2008)
- MMW – mobile music workshop, Universität für angewandte Kunst, Wien, Österreich (2008)
- Transacoustic Research Tour mit Workshops, Lectures und Konzerten in Innsbruck, Gent, Brüssel, Antwerpen (2007)
- ARTmART audio night, Künstlerhaus Wien (2007)
- klingt.org Festival, Fluc, Wien (2007)
- Lebt und arbeitet in Wien II, Kunsthalle Wien (2005)
- zero bending, Galerija P74, Ljubljana (2005)
- moving patterns: electronic music and beyond, austrian cultural forum, New York (2005)
- Update.kunstrukturennutzen&schaffen, Künstlerhaus Wien (2005)
- Theoremkollektor, MuseumsQuartier, Wien (2004)
- Wien Modern, Wien (2004)
- transacoustic research, Forum Stadtpark, Graz (2003)
- Festival der Regionen, Oberösterreich (2001)

## Publikationen (unvollständig)
Auf dem institutseigenen Label „transacoustic research“ sind bisher 7 CDs erschienen:
- Hearings  (Various Artists)
- Automate (Das Gemüseorchester)
- Vokál (Jörg Piringer)
- Outpost (Institut für transakustische Forschung)
- Rubberglovesbackpipes (Sergej Mohntau)
- Sehen mit Ohren/Seeing with ears (Ulrich Troyer)
- Soundrawing (elffriede, V.A.)

## Ähnlich geartete Initiativen und Künstlergruppen
- Institut für Wissenschaft und Forschung
- Institut für Feinmotorik
- Institut für Allgemeine Theorie